# Philodromus dubius
Philodromus dubius là một loài nhện trong họ Philodromidae.
Loài này thuộc chi Philodromus. Philodromus dubius được Lodovico di Caporiacco miêu tả năm 1933.